# Qüestió ladina
Qüestió ladina és el terme amb què es coneix tradicionalment el debat científic sobre la categorització dels parlars retoromànics; en concret, prova de dilucidar si romanx, ladí i furlà constitueixen tres varietats del continu dialectal gal·loitàlic, o bé si es tracta de tres llengües pròpiament dites constituint una branca classificatòria rètica del grup romànic. Secundàriament, el debat també ha girat entorn de certes pretensions que negaven el caràcter de llengua tant al conjunt del retoromànic com a cadascuna de les seves concrecions, per tal de defensar que es tractava de dialectes de la llengua italiana.

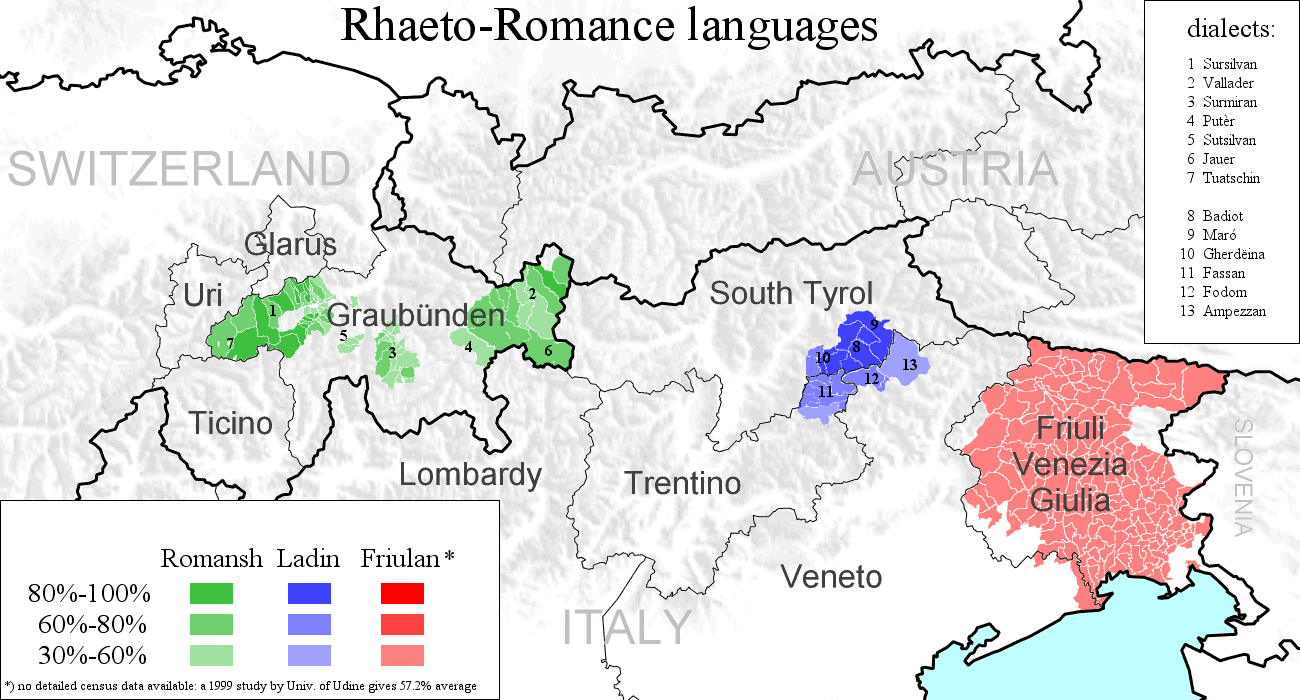
Parles retoromàniques: d'oest a est, romanx, ladí i furlà

## Origen
En el cèlebre estudi Saggi ladini (1873), Graziadio Isaia Ascoli (1829-1907) donà a conèixer a la lingüística internacional l'existència del retoromànic, que ell batejà com a ladí (ladino, en italià). Li donà suport el lingüista austríac Theodor Gartner (1843-1925), qui el 1883 rebatejà el ladí com a retoromànic ('romànic de Rètia', Rätoromanisch, en alemany), tot evitant de confondre la part pel tot. Aquest segon terme ha tendit a imposar-se pertot, per precisió i claredat, si bé en italià continua emprant-se preferentment ladino amb aqueix valor genèric, en concurrència amb retoromanzo.

## Inici i desenvolupament
La tesi d'Ascoli no tingué contradictors fins al 1906, quan diversos lingüistes italians, encapçalats per Carlo Battisti (1882-1977) i Carlo Salvioni (1858-1920), engegaren una llarga campanya contra ascolians i gartnerians. Afirmaven que no es podia hipotitzar cap retoromànic, atès que els trets comuns a romanx, ladí i furlà eren compartits amb el gal·loitàlic (padà) i amb el vènet, i, per tant, que, així com els padans i els vènets havien "assumit" l'italià com a registre estàndard (cal pensar que libèrrimament), així mateix calia que ho fessin tots els rètics. D'ací a afirmar que els parlars rètics són mers dialectes de la llengua italiana només hi havia un pas, que es franquejà de seguida entre els nacionalistes irredemptistes i, subsegüentment, en el moviment feixista. Darrere hi havia, objectivament, els interessos imperialisto-lingüicides de l'Estat italià, que no reconeixia cap llengua altra que l'italià dins les seves fronteres, i que encara aspirava a expansionar-se a costa d'Àustria-Hongria i de Suïssa tot reivindicant la presumpta italianitat de llengües com el padà, el vènet, i, per què no?, també el rètic. Avui dia és reconegut universalment que la posició de l'escola battistiana responia a un nacionalisme imperialista italià que enterbolia la probitat científica.
La polèmica s'arrossegà al llarg de dècades, generalment amb lingüistes suïssos, austríacs i alemanys defensant la lingüicitat del rètic i lingüistes italians (com Giovan Battista Pellegrini, 1921-2007) afirmant-ne la italianitat.
Les implicacions polítiques de la posició battistiana s'explicitaren del tot quan el règim feixista italià engegà un irredemptisme obert contra els Grisons, en nom de la presumpta italianitat lingüístico-cultural d'aqueix cantó suís. Paradoxalment, aquest fou el motiu pel qual Suïssa reconegué oficialment el romanx com a quarta "llengua nacional" de la Confederació, el 1938, tot i que no li atorgaria un cert nivell d'oficialitat fins al 1996.

## Primer consens
Cap a mitjan segle XX el consens pràcticament unànime de la romanística, llevant-ne l'italianisme militant, identificava el retoromànic com una sola llengua romànica plenament caracteritzada, estructurada en tres grups dialectals:
- romanx (rumantsch: sobreselvà, sotaselvà i surmiran), al cantó dels Grisons, sota Suïssa;
- ladí (ladin), als Grisons, sota Suïssa (ladí engiadinès), i a les Dolomites, sota Itàlia (ladí dolomític);
- furlà (furlan), al Friül, sota Itàlia.

## Situació actual
A partir de la dècada de 1980 el rètic ha fet grans avenços en el camp de la normativització, tot superant segles d'anarquia i cantonalisme ortogràfics, i ha començat a impulsar-se'n una certa promoció social, al cap de segles de residualització. Ara bé: els àmbits socioterritorials en què s'ha emmarcat la tasca han respost a criteris més político-administratius que no pas estrictament lingüístics. És a dir: s'hi han definit autònomament tres registres estàndard desvinculats entre si, però no pas en funció dels grups dialectals històricament reconeguts, sinó en funció del marc político-administratiu en què es troben els parlants (i llurs prejudicis sociolingüístics). Així tenim, avui, tres registres estàndard: 
- el romanx grisó (rumantsch grischun, 1982), vàlid per a tots els rètics dels Grisons, tant romanxs com ladins, i amb suport oficial suís des del principi;
- el ladí dolomític o ladí estàndard (ladin dolomitan o ladin standard, 1994), per als parlars ladins de les Dolomites, amb suport oficial d'ençà 2000-2001;
- el furlà estàndard (a partir de la grafie uficiâl de lenghe furlane, 1986), per als furlanòfons, amb suport oficial d'ençà 1996.

Per mer automatisme administratiu, el suport oficial envers aquest procés normativitzador per part dels estats suís (1982) i, més tard, italià (1999), ha comportat el reconeixement oficial de romanx, ladí i furlà com a sengles llengües diferents entre si; la qual cosa ha arrossegat una certa aquiescència acrítica de la romanística internacional. Cal remarcar que amb la llei 482/1999, Norme in materia di tutela delle minoranze linguistiche storiche, l'Estat italià renunciava oficialment a les vagues pretensions d'italianitat sobre el rètic, ni que fos a costa de distingir entre dues llengües substancialment diferents (ladí i furlà) allà on fins aquell moment hi veia tan poques diferències que les considerava formes locals de l'italià.
Pot ser que el rètic sigui una llengua o una branca lingüística trilingüe; però no s'acaba d'entendre, per exemple, que als Grisons hom pugui establir un estàndard comú que engloba el ladí de la zona i tot el romanx, però que, en canvi, aqueix estàndard no sigui practicable per al ladí dolomític, sota Itàlia. En tot cas, és evident que motius polítics i sociolingüístics han vedat fins avui de concebre el projecte d'elaborar una normativa panrètica unitària.
El debat, ja centrat definitivament en si el rètic és una sola llengua romànica o en són tres, roman viu: continua havent-hi lingüistes (i també activistes lingüístico-culturals) que defensen el concepte de llengua rètica com a unitat lingüística composta per romanx, ladí i furlà. Per exemple, estudis dialectomètrics dels professors Roland Bauer i Hans Goebl (Universitat de Salzburg) semblen abonar la tesi de la unitat retoromànica. Per l'altre extrem, emperò, el professor Geoffrey Hull (Universitat de Melbourne) postula una (macro)"llengua padana" en què inclou padà, vènet i tot el retoromànic.